# Timo Penttilä
Timo Jussi Penttilä (né le 16 mars 1931 à Tampere – mort le 25 février 2011 à Helsinki) est l'un des plus importants architectes finlandais modernes.

## Ouvrages célèbres
- 1960, École des travailleurs de Tampere, Sampola,
- 1960, Église de Salokunta, Sastamala,
- 1960, Sampola, Tampere,
- 1965, École de commerce de Tampere,
- 1966, Stade de Ratina, Tampere,
- 1966, Bâtiment d'habitation à Tammisalo
- 1967, Théâtre municipal d'Helsinki,
- 1974, Centrale électrique de Hanasaari, Helsinki,
- 1975, Centre de congrès de l'hôtel Merihotelli, Espoo,
- 1980, Kiinteistö Oy, Kuusisaari,
- 1980, Siège de Suomen Sokeri, Espoo,
- 1985, Centrale électrique de Salmisaari, Helsinki,
- 1986, Bâtiment Makrotalo de Perusyhtymä Oy, Tapiola,
- 1988, Bâtiment d'habitation de la rue Gumpendorferstrass, Vienne.

## Prix et récompenses
- Prix national d'architecture, 1976

## Galerie

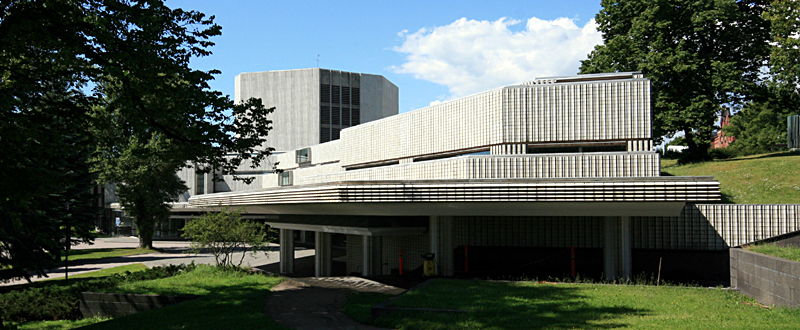
Théâtre municipal d'Helsinki.
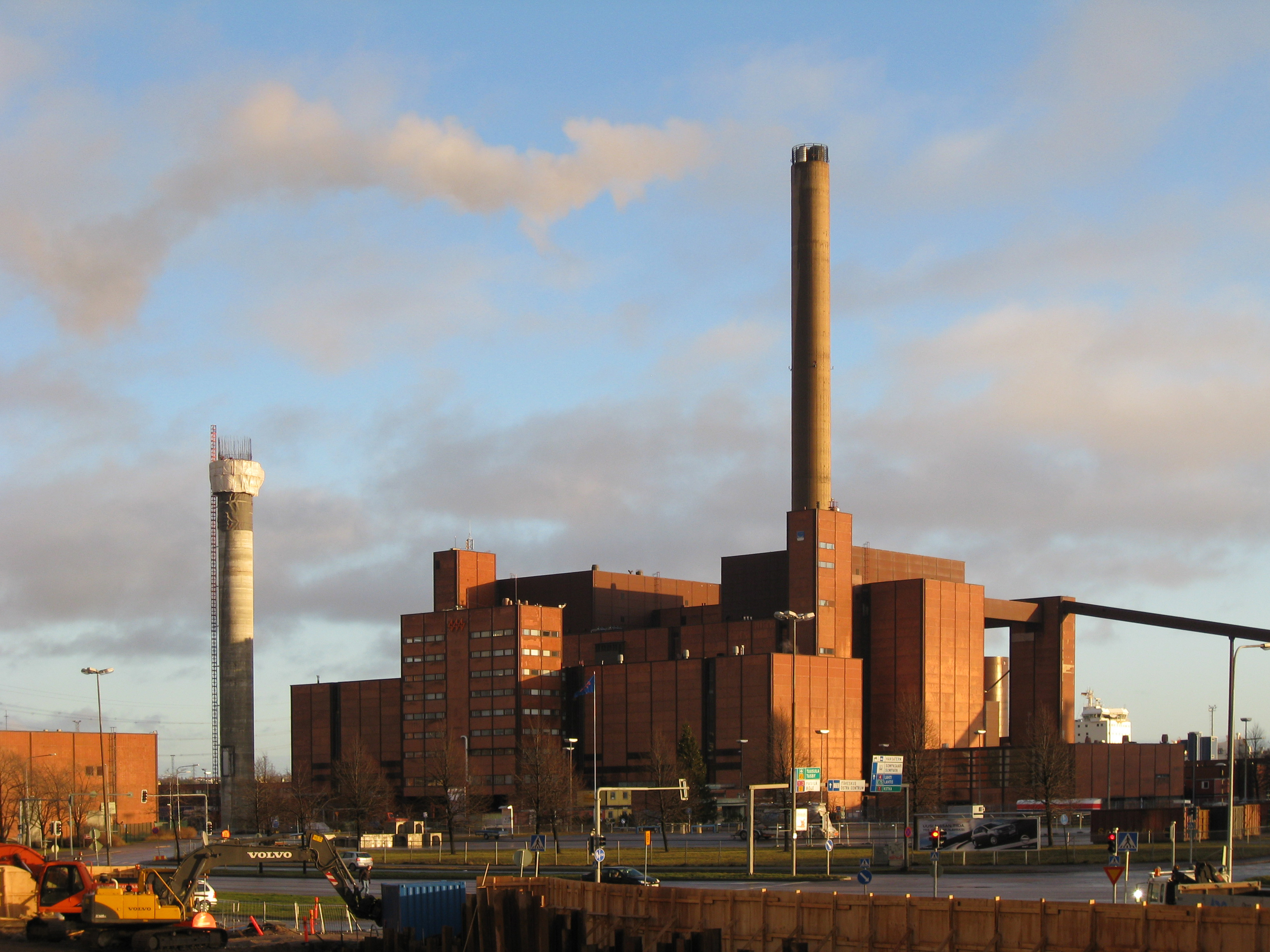
Centrale électrique de Hanasaari.
Stade de Ratina.
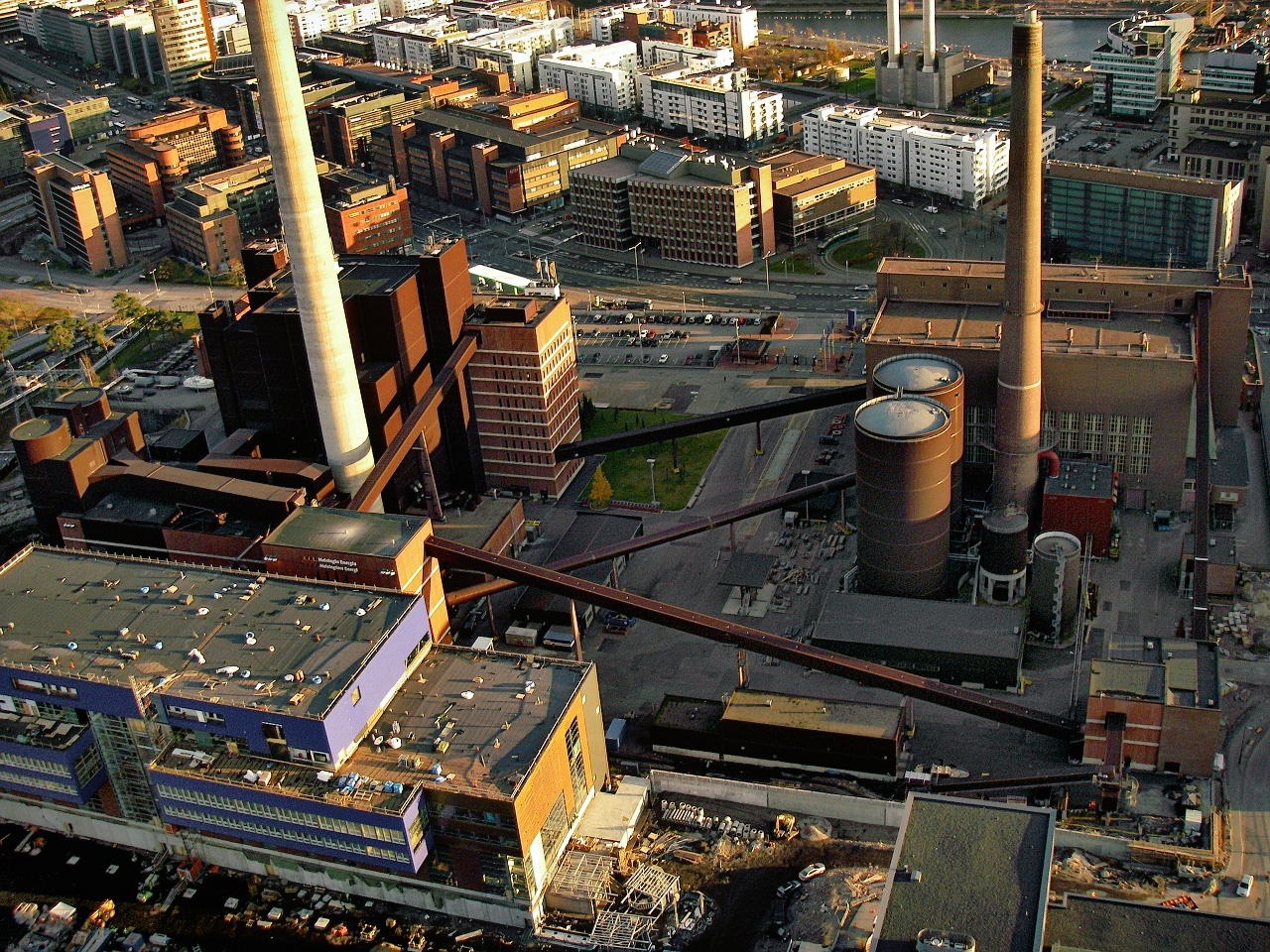
Centrale électrique de Salmisaari.
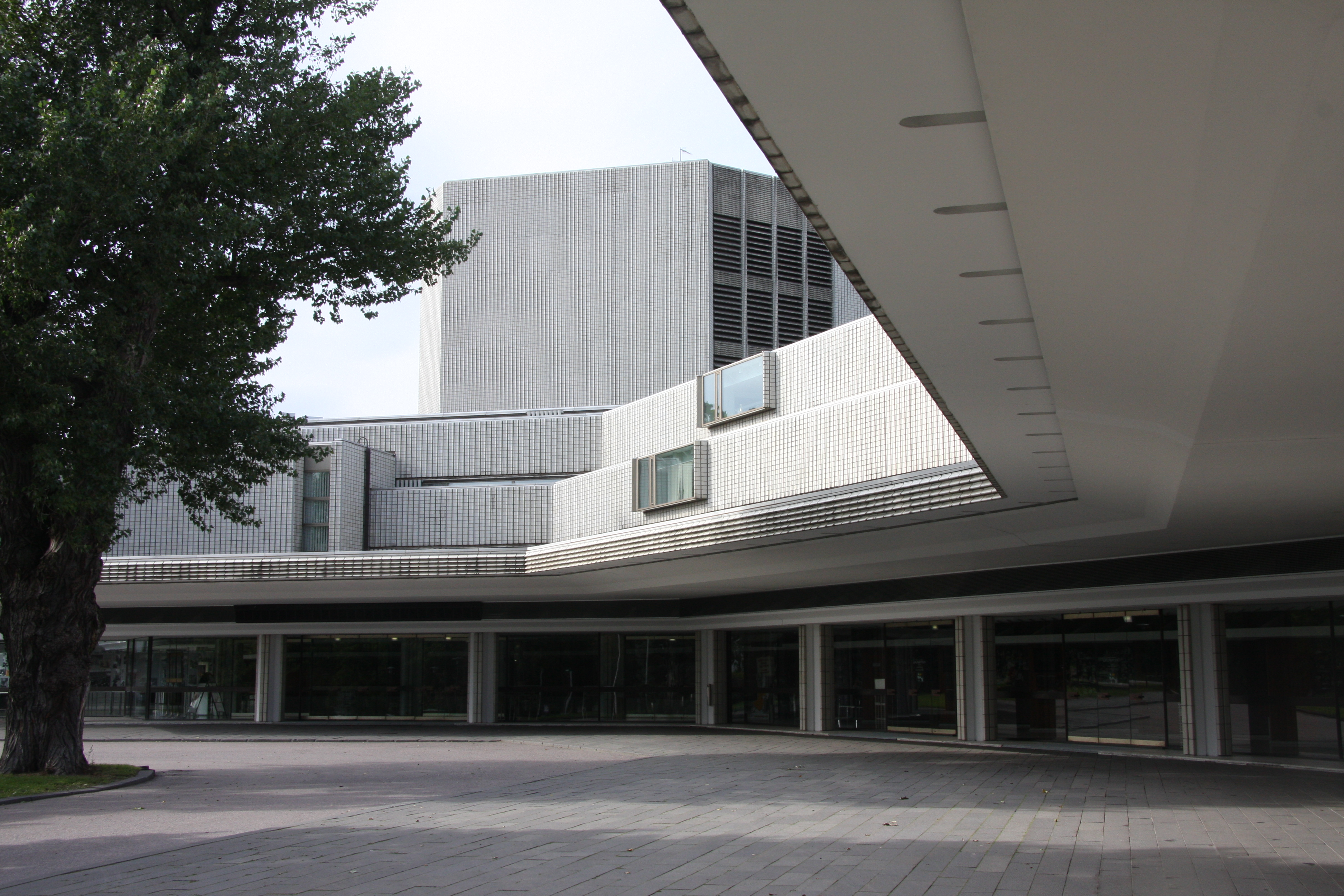
Théâtre municipal d'Helsinki.
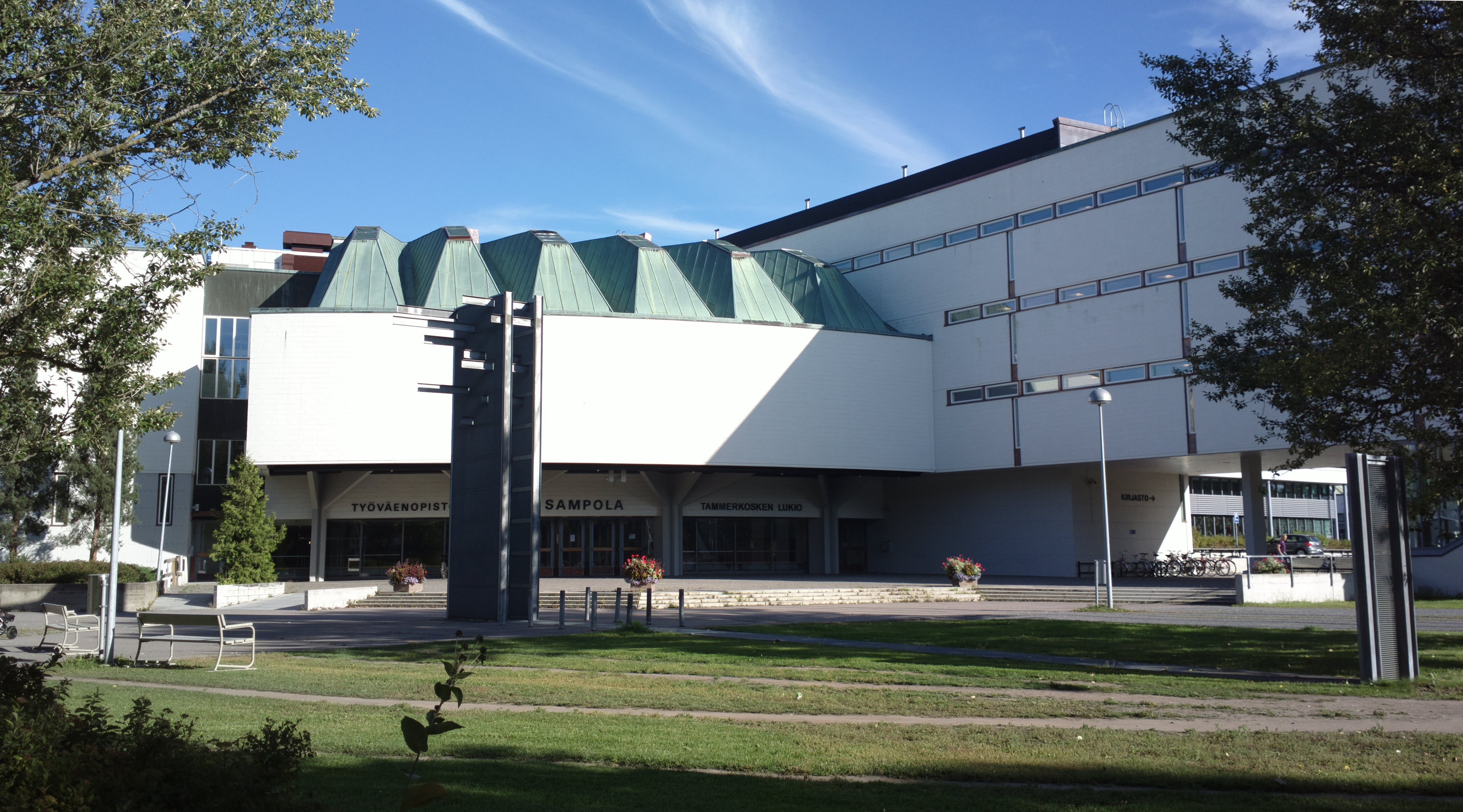
Sampola.
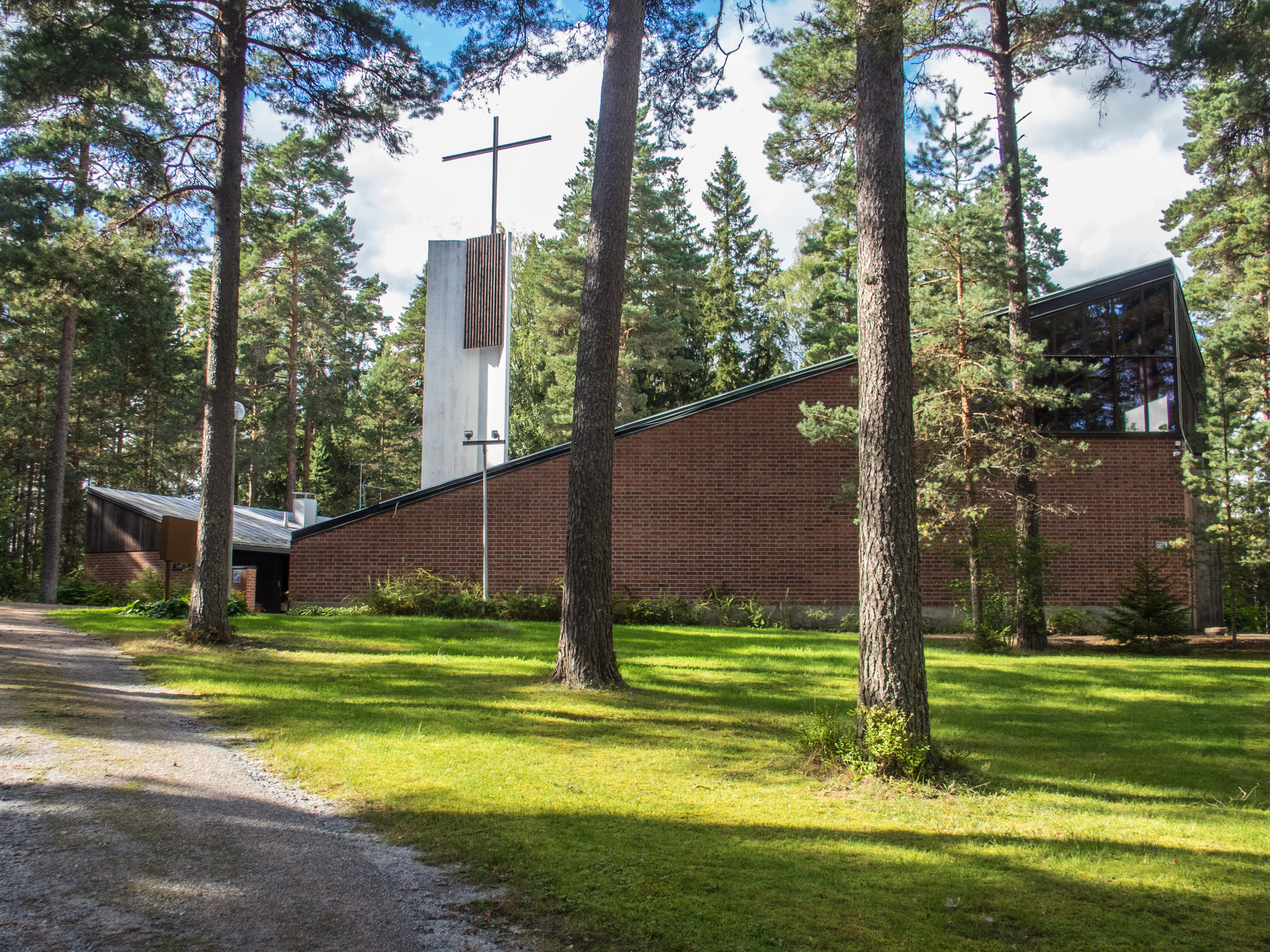
Église de Salokunta.
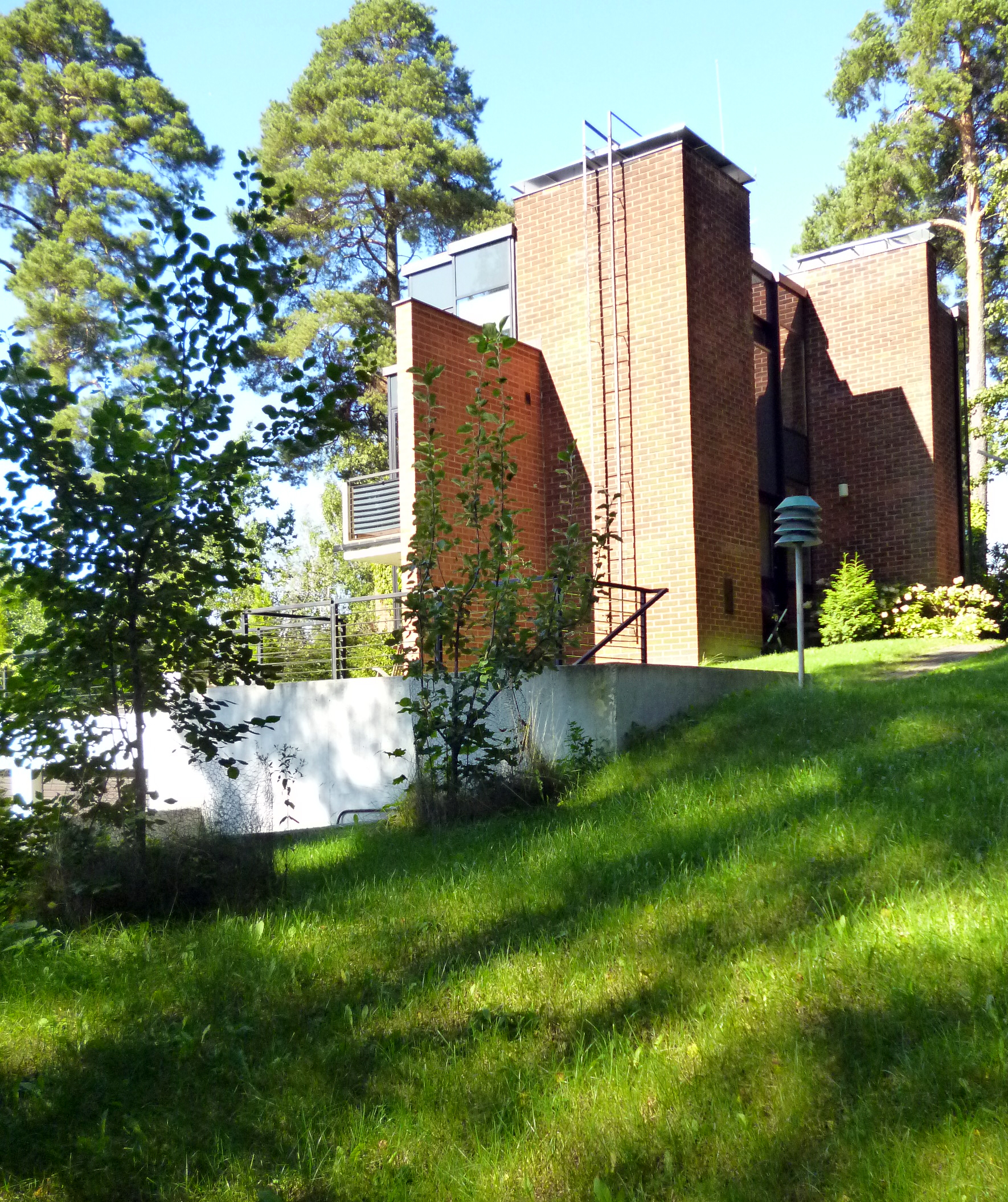
Maisons de Tammisalo.